# خدای آب و هوا

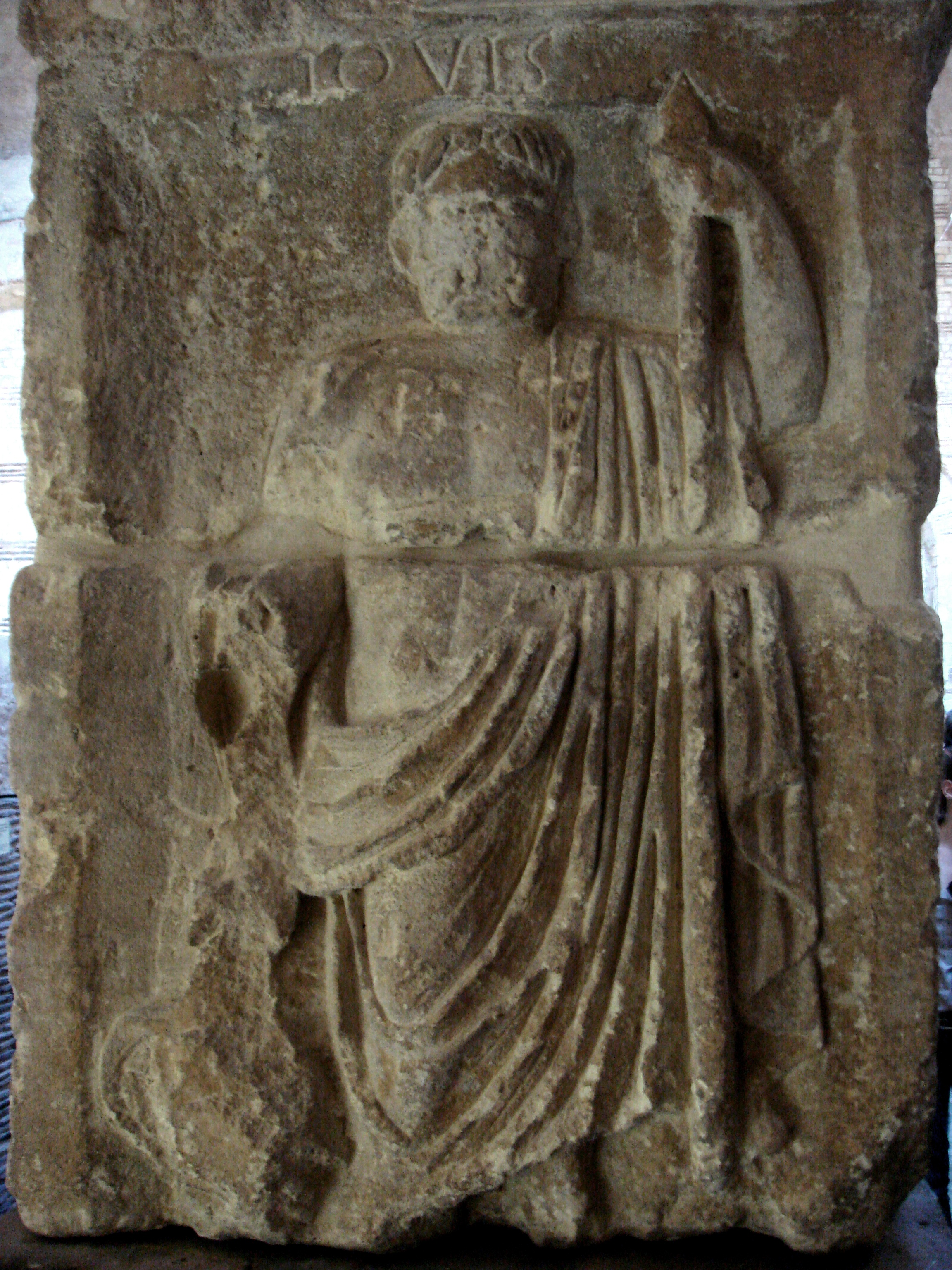
مشتری، پادشاه خدایان و خدای آب و هوا در روم باستان

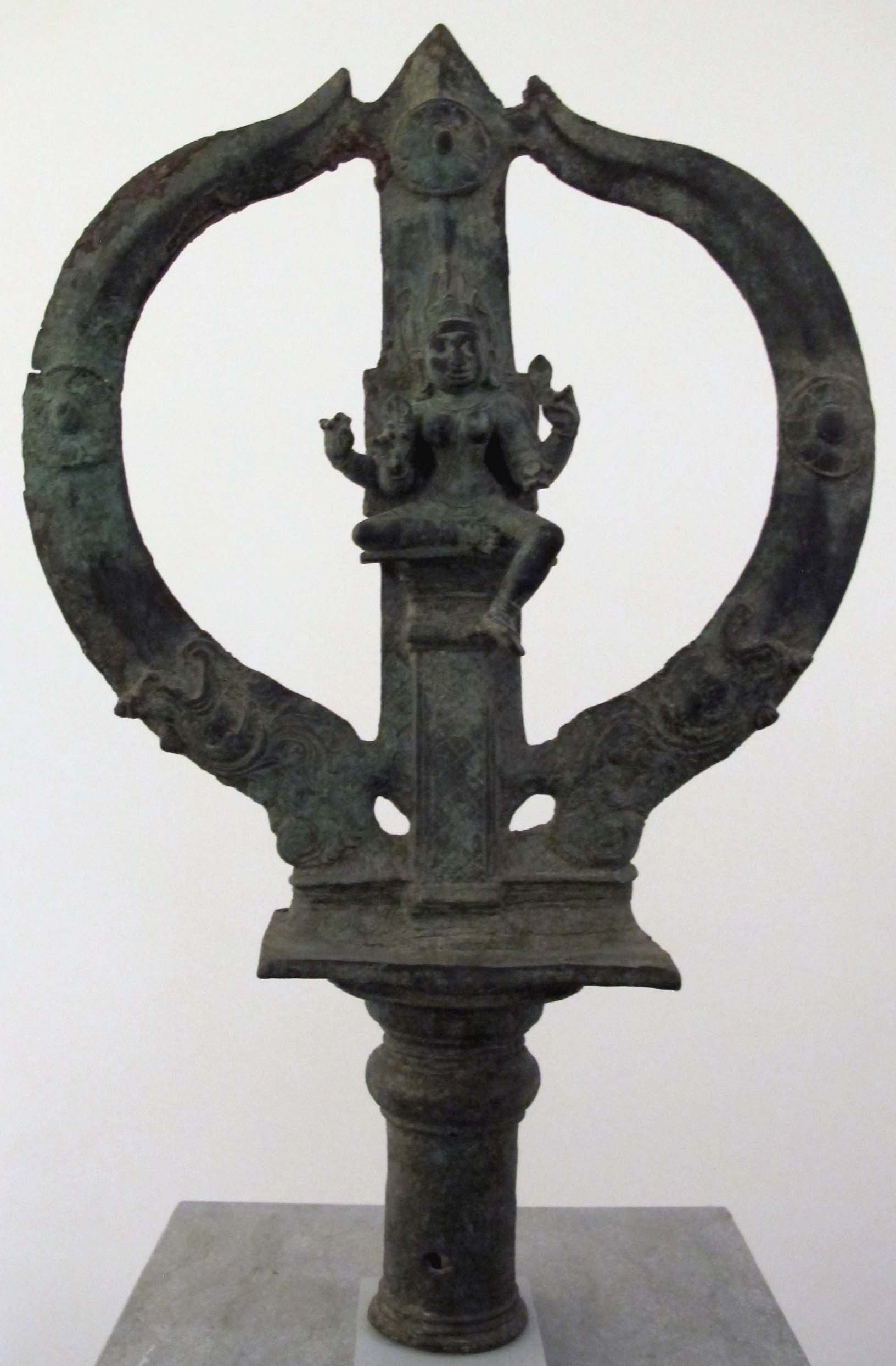
ماریامان، الهه هندو برای باران

خدای آب و هوا (به انگلیسی: Weather god) یا الهه آب و هوا (Weather godness) که اغلب به عنوان خدا یا الهه توفان نیز شناخته می‌شود، خدایی در اساطیر است که با پدیده‌های آب و هوایی مانند رعد و برق، برف، رعد و برق، باران، باد، طوفان، گردباد و توفان مرتبط است. اگر آنها تنها مسئول یک ویژگی توفان باشند، آنها را به آن ویژگی می‌گویند، مانند خدای باران یا خدای رعد و برق/رعد. این ویژگی منحصر به فرد ممکن است بیشتر از اصطلاح عمومی و فراگیر «خدای توفان» تأکید شود، اگرچه با خدایان رعد/رعد و برق، این دو اصطلاح قابل جابجایی به نظر می‌رسند. آنها معمولاً در دین‌های چندخدایی پدیدار می‌شوند.